# Nguyên lý tảng băng trôi

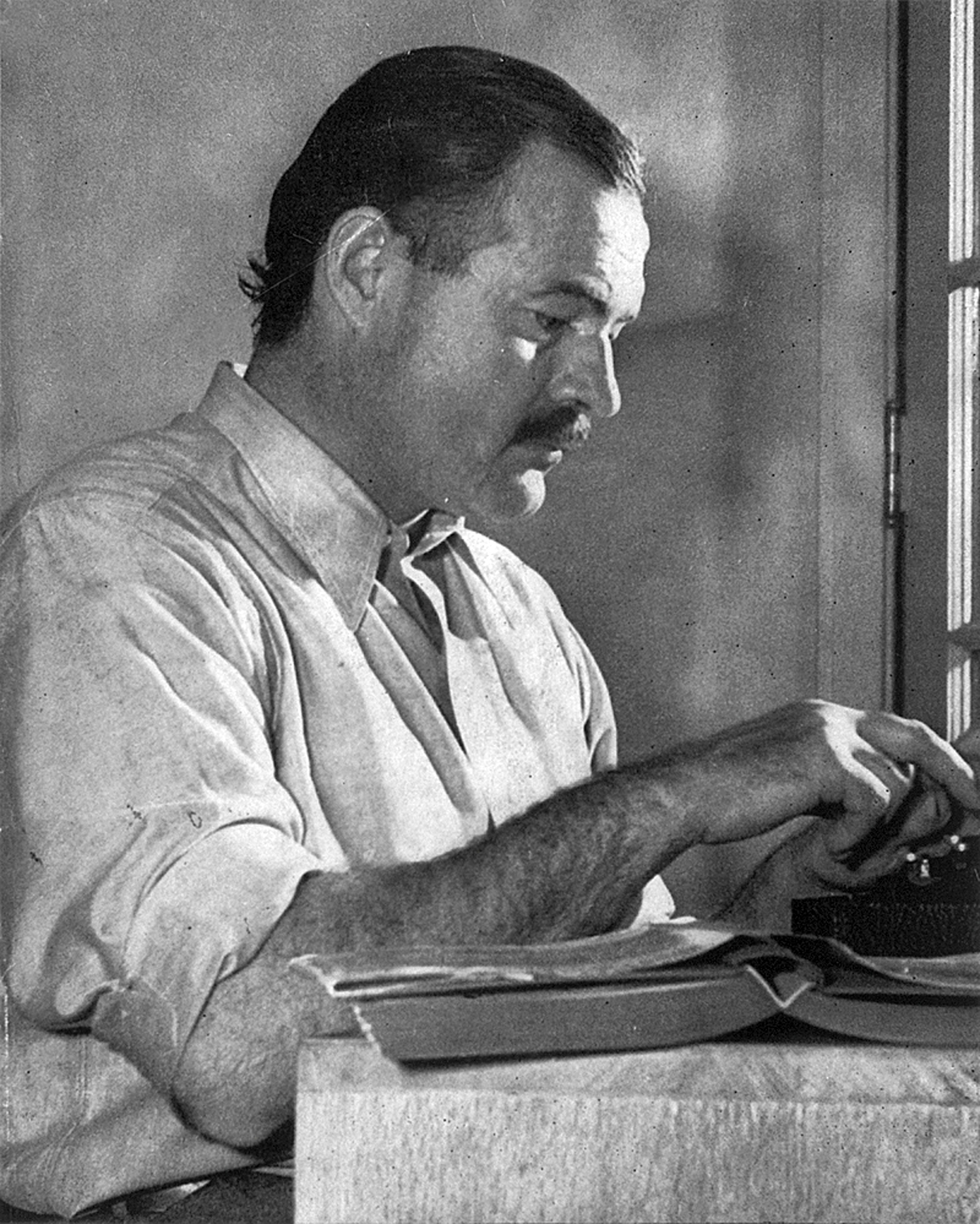
Ernest Hemingway như được chụp ảnh cho phiên bản năm 1940 của Chuông nguyện hồn ai

Nguyên lý tảng băng trôi, lý thuyết tảng băng hoặc lý thuyết thiếu sót là một kỹ thuật viết văn được nhà văn người Mỹ Ernest Hemingway đặt ra. Là một nhà báo trẻ, Hemingway phải tập trung báo cáo của mình về các sự kiện vừa xảy ra, với rất ít bối cảnh hoặc diễn giải. Khi trở thành nhà văn viết truyện ngắn, ông vẫn giữ phong cách tối giản này, chỉ tập trung vào các yếu tố bề mặt mà không thảo luận rõ ràng về các chủ đề cơ bản. Hemingway tin rằng ý nghĩa sâu sắc hơn của một câu chuyện không nên được thể hiện rõ trên bề mặt, mà nên tỏa sáng ngấm ngầm.

## Bối cảnh
Giống như các nhà văn Mỹ khác như Mark Twain, Stephen Crane, Theodore Dreiser, Sinclair Lewis và Willa Cather, Hemingway làm việc như một nhà báo trước khi trở thành một tiểu thuyết gia. Sau khi tốt nghiệp trung học, ông đi làm phóng viên cub cho The Kansas City Star, tại đó Hemingway nhanh chóng biết rằng sự thật thường ẩn giấu dưới bề mặt của một câu chuyện. Ông đã học hỏi về tham nhũng trong chính trị thành phố, và trong các phòng cấp cứu của bệnh viện và đồn cảnh sát, mọi người dùng một mặt nạ hoài nghi "như áo giáp để che chắn mọi lỗ hổng tin tức". Trong tác phẩm của mình, ông đã viết về các sự kiện có liên quan, không bao gồm thông tin bối cảnh. Là phóng viên nước ngoài của Toronto Star, khi sống ở Paris vào đầu những năm 1920, ông đã đưa tin về Chiến tranh Greco-Thổ Nhĩ Kỳ trong hơn một chục bài báo. Như người viết tiểu sử Jeffrey Meyers giải thích, "ông chỉ báo cáo một cách khách quan những sự kiện tức thời để đạt được sự tập trung và cường độ tập trung vào một điểm sáng chứ không phải là một sân khấu". Từ Chiến tranh Hy Lạp-Thổ Nhĩ Kỳ, ông đã có được kinh nghiệm viết lách quý giá mà ông đã đưa sang việc viết tiểu thuyết. Hemingway tin rằng tiểu thuyết có thể dựa trên thực tế, nhưng nếu một trải nghiệm được chắt lọc, như anh ta giải thích, thì "những gì nhà văn tạo ra sẽ trở nên trung thực hơn những gì anh ta nhớ".

## Định nghĩa
—Ernest Hemingway in Death in the Afternoon, 
 Năm 1923, Hemingway đã nghĩ ra ý tưởng về một lý thuyết mới về văn bản sau khi hoàn thành truyện ngắn "Hết mùa". Trong A Moveable Feast, cuốn hồi ký được xuất bản sau đó của ông về những năm còn là một nhà văn trẻ ở Paris, ông giải thích: "Tôi đã bỏ qua cái kết thực sự của" Out of Season " mà ông già đã treo cổ tự tử. Điều này đã được bỏ qua trên lý thuyết mới của tôi rằng bạn có thể bỏ qua bất cứ điều gì  ... Và phần bị bỏ qua sẽ củng cố câu chuyện. "  Trong chương mười sáu của Death in the Afternoon, ông so sánh lý thuyết của mình về việc viết với một tảng băng trôi.
Nhà viết tiểu sử của Hemingway, Carlos Baker tin rằng với tư cách là nhà văn viết truyện ngắn, Hemingway đã học được "cách tận dụng tối đa, cách cắt tỉa ngôn ngữ và tránh chuyển động lãng phí, cách nhân lên cường độ và cách không nói gì ngoài sự thật theo cách đó được phép nói nhiều hơn sự thật. "  Baker cũng lưu ý rằng phong cách viết của "lý thuyết tảng băng trôi" cho thấy rằng sự phức tạp kể chuyện và sắc thái của một câu chuyện, hoàn chỉnh với tính biểu tượng, hoạt động dưới bề mặt của chính câu chuyện.
Ví dụ, Hemingway tin rằng một nhà văn có thể mô tả một hành động, chẳng hạn như hành động câu cá của Nick Adams trong truyện "Big Two-Hearted River", trong khi truyền tải một thông điệp khác với hành động đó: Nick Adams tập trung vào câu cá để không phải nghĩ về sự khủng hoảng mà trải nghiệm chiến tranh của mình đem lại. Trong bài tiểu luận "Nghệ thuật của truyện ngắn", Hemingway nói rõ về phương pháp của mình: "Một vài điều tôi thấy là đúng. Nếu bạn bỏ qua những điều quan trọng hoặc sự kiện mà bạn biết, câu chuyện được củng cố. Nếu bạn bỏ qua một cái gì đó vì bạn không biết về nó, câu chuyện sẽ trở nên vô giá trị. Thử nghiệm của bất kỳ câu chuyện nào là những thứ mà bạn, chứ không phải các biên tập viên của bạn, bỏ qua." Một nhà văn đã giải thích làm thế nào nó mang lại sự thu hút cho một câu chuyện:
Hemingway said that only the tip of the iceberg showed in fiction—your reader will see only what is above the water—but the knowledge that you have about your character that never makes it into the story acts as the bulk of the iceberg. And that is what gives your story weight and gravitas.

(Hemingway nói rằng chỉ phần nổi của tảng băng được thể hiện trong tiểu thuyết — người đọc sẽ chỉ thấy những gì ở trên mặt nước — nhưng kiến thức mà bạn có về nhân vật của mình, những thứ không bao giờ lọt vào câu chuyện, đóng vai trò là phần lớn của tảng băng. Và đó là những gì mang lại sức nặng và sức hấp dẫn cho câu chuyện của bạn.)— Jenna Blum in The Author at Work, 2013

Từ việc đọc Rudyard Kipling Hemingway tiếp thu thực hành rút ngắn văn xuôi hết mức có thể. Về khái niệm thiếu sót, Hemingway đã viết trong "Nghệ thuật của truyện ngắn": "Bạn có thể bỏ qua bất cứ điều gì nếu bạn biết rằng bạn đã bỏ qua và phần bị bỏ qua sẽ củng cố câu chuyện và khiến mọi người cảm thấy điều gì đó nhiều hơn họ hiểu."  Bằng cách vô hình cấu trúc của câu chuyện, ông tin rằng tác giả đã củng cố tác phẩm hư cấu và rằng "chất lượng của một tác phẩm có thể được đánh giá bằng chất lượng của tài liệu mà tác giả đã loại bỏ." Phong cách của ông đã tăng thêm tính thẩm mỹ: sử dụng "câu tuyên bố và biểu diễn trực tiếp của thế giới hữu hình" với ngôn ngữ đơn giản và giản dị, Hemingway trở thành "nhà tạo mẫu văn xuôi có ảnh hưởng nhất trong thế kỷ XX", theo nhà viết tiểu sử Meyers.
Trong bài báo "Mắt máy ảnh của Hemingway", Zoe Trodd giải thích rằng Hemingway sử dụng sự lặp lại trong văn xuôi để tạo ra một ảnh ghép của ảnh chụp nhanh để tạo ra toàn bộ bức tranh. Theo lý thuyết về tảng băng trôi của anh, cô tuyên bố, "đó cũng là một thác nước sông băng, được truyền vào bởi sự thẩm mỹ đa tiêu cự của anh". Hơn nữa, cô tin rằng lý thuyết tảng băng của Hemingway "yêu cầu người đọc cảm nhận toàn bộ câu chuyện" và người đọc phải "lấp đầy những khoảng trống do thiếu sót của nhà văn với cảm xúc của họ".
Học giả Hemingway Jackson Benson tin rằng Hemingway đã sử dụng các chi tiết tự truyện để làm việc như những thiết bị đóng khung để viết về cuộc sống nói chung không chỉ về cuộc đời ông. Ví dụ, Benson cho rằng Hemingway đã sử dụng kinh nghiệm của mình và rút chúng ra xa hơn với các tình huống "nếu như": "nếu tôi bị thương theo cách mà tôi không thể ngủ vào ban đêm thì sao? Điều gì sẽ xảy ra nếu tôi bị thương và phát điên, chuyện gì sẽ xảy ra nếu tôi được đưa trở lại mặt trận? " Bằng cách tách mình ra khỏi các nhân vật do mình tạo ra, Hemingway củng cố bộ phim. Phương tiện để đạt được một bộ phim mạnh mẽ là để giảm thiểu, hoặc bỏ qua những cảm xúc tạo ra tiểu thuyết mà anh ấy đã viết.
Lý thuyết tảng băng của Hemingway nêu bật ý nghĩa biểu tượng của nghệ thuật. Ông sử dụng hành động vật lý để đưa ra một diễn giải về bản chất của sự tồn tại của con người. Có thể chứng minh một cách thuyết phục rằng, "trong khi đại diện cho cuộc sống của con người thông qua các hình thức hư cấu, Hemingway đã liên tục đặt con người chống lại bối cảnh của thế giới và vũ trụ của mình để xem xét tình hình của con người từ nhiều quan điểm khác nhau." 

## Văn liệu
- Baker, Carlos (1972). Hemingway: The Writer as Artist (ấn bản thứ 4). Princeton University Press. ISBN 0-691-01305-5.{{Chú thích sách}}:  Quản lý CS1: ref trùng mặc định (liên kết)
- Ernest Hemingway (1990). "The Art of the Short Story". Trong Benson, Jackson (biên tập). New Critical Approaches to the Short Stories of Ernest Hemingway. Duke University Press. ISBN 978-0-8223-1067-9.
- Benson, Jackson (1989). "Ernest Hemingway: The Life as Fiction and the Fiction as Life". American Literature. Quyển 61 số 3. tr. 345–358. doi:10.2307/2926824.{{Chú thích tạp chí}}:  Quản lý CS1: ref trùng mặc định (liên kết)
- Oliver, Charles M. (1999). Ernest Hemingway A to Z: The Essential Reference to the Life and Work. New York: Checkmark. ISBN 0-8160-3467-2.{{Chú thích sách}}:  Quản lý CS1: ref trùng mặc định (liên kết)
- Mellow, James R. (1992). Hemingway: A Life Without Consequences. New York: Houghton Mifflin. ISBN 0-395-37777-3.{{Chú thích sách}}:  Quản lý CS1: ref trùng mặc định (liên kết)
- Meyers, Jeffrey (1985). Hemingway: A Biography. London: Macmillan. ISBN 0-333-42126-4.{{Chú thích sách}}:  Quản lý CS1: ref trùng mặc định (liên kết)
- George Plimpton (Spring 1958). "Ernest Hemingway, The Art of Fiction No. 21". The Paris Review.
- Reynolds, Michael S. (1998). The Young Hemingway. New York: Norton. ISBN 0-393-31776-5.{{Chú thích sách}}:  Quản lý CS1: ref trùng mặc định (liên kết)
- Tetlow, Wendolyn (1992). Hemingway's In our time: lyrical dimensions. Cranbury NJ: Associated University Presses. ISBN 0-8387-5219-5.
- Smith, Paul. (1983). "Hemingway's Early Manuscripts: The Theory and Practice of Omission". Journal of Modern Literature. Quyển 10 số 2. Indiana University Press. tr. 268–288. JSTOR 3831126.
- Stoltzfus, Ben (2003). "The Stones of Venice, Time and Remembrance: Calculus and Proust in Across the River and into the Trees". The Hemingway Review. Quyển 22 số 2. tr. 20–29.{{Chú thích tạp chí}}:  Quản lý CS1: ref trùng mặc định (liên kết)
- Trodd, Zoe (2007). "Hemingway's camera eye: The problems of language and an interwar politics of form". The Hemingway Review. Quyển 26 số 2. tr. 7–21. doi:10.1353/hem.2007.0012.{{Chú thích tạp chí}}:  Quản lý CS1: ref trùng mặc định (liên kết)